# Neyland
Neyland är en ort och community i Storbritannien.   Den ligger i kommunen Pembrokeshire och riksdelen Wales, i den södra delen av landet, 300 km väster om huvudstaden London. Vid folkräkningen 2011 var folkmängden i tätorten, som även omfattar en del av Llanstadwell community, 3 708 invånare och communityn hade 3 464 invånare.